# کاستیلیونه این تورینا
کاستیلیونه این تورینا (به ایتالیایی: Castiglione in Teverina) یک کومونه در ایتالیا است که در استان ویتربو واقع شده‌است.

## خصوصیات
کاستیلیونه این تورینا ۲۰٫۰ کیلومترمربع مساحت و ۲٬۳۵۰ نفر جمعیت دارد و ۲۲۸ متر بالاتر از سطح دریا واقع شده‌است.

## خواهرخوانده
شهر Lanškroun خواهرخواندهٔ کاستیلیونه این تورینا هست.